# Saša Prokofjev
Saša Prokofjev, slovenska atletinja, * 28. november 1971, Ljubljana. 
Saša Prokofjev je za Slovenijo nastopila na Poletnih olimpijskih igrah 2000 v Sydneyju, kjer se kot članica štafete 4 X 400 m ni uvrstila v polfinale. Leta 2003 je prejela dvoletno prepoved tekmovanja zaradi dopinga.